# Xã Ash, Quận Clark, South Dakota
Xã Ash (tiếng Anh: Ash Township) là một xã thuộc quận Clark, tiểu bang Nam Dakota, Hoa Kỳ. Năm 2010, dân số của xã này là 32 người.